# Гелиоцентрическая орбита

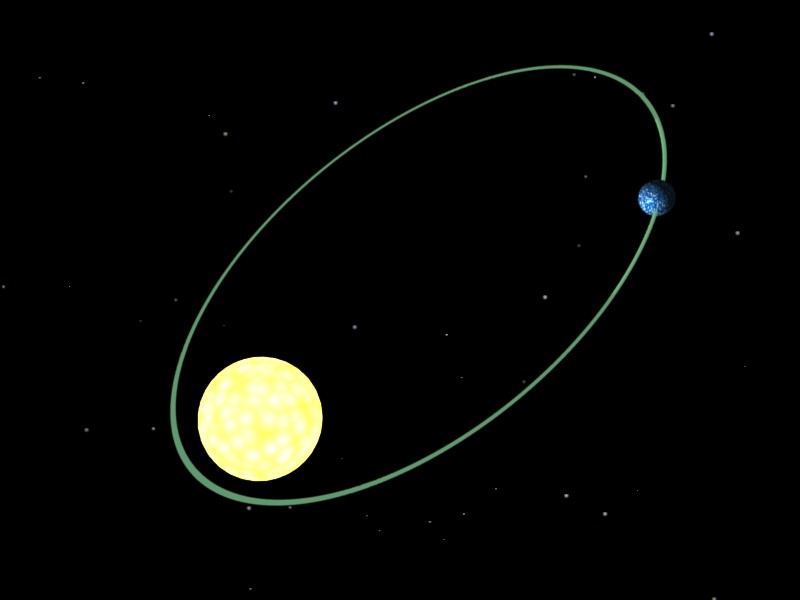
Гелиоцентрическая орбита

Гелиоцентрическая орбита — траектория движения небесного тела вокруг барицентра Солнечной системы.
При движении небесного тела под действием силы притяжения звезды его полная энергия {\displaystyle E} и момент импульса {\displaystyle L} относительно этой звезды сохраняются:
{\displaystyle E={\frac {mv^{2}}{2}}-G_{N}{\frac {Mm}{r}}=\mathrm {const} },
где {\displaystyle v} — скорость тела, {\displaystyle r} — радиус-вектор, проведенный из центра звезды к телу, {\displaystyle M} — масса звезды, {\displaystyle m} — масса небесного тела. В полярной системе координат эти уравнения имеют вид:
{\displaystyle E={\frac {m}{2}}({\dot {r}}^{2}+r^{2}{\dot {\varphi }}^{2})-G_{N}{\frac {Mm}{r}}},
{\displaystyle L=mr^{2}{\dot {\varphi }}},
где использованы следующие представления для скорости и момента импульса:
{\displaystyle \mathbf {v} =\mathbf {v} _{r}+\mathbf {v} _{\varphi }={\dot {r}}\mathbf {e} _{r}+r{\dot {\varphi }}\mathbf {e} _{\varphi }},
{\displaystyle \mathbf {L} =m(\mathbf {r} \times \mathbf {v} _{r}+\mathbf {r} \times \mathbf {v} _{\varphi })=mr^{2}{\dot {\varphi }}\mathbf {e} _{z}},
{\displaystyle \mathbf {e} _{r}}, {\displaystyle \mathbf {e} _{\varphi }}, {\displaystyle \mathbf {e} _{z}} — единичные орты.